# Trifolium brachycalycinum
Trifolium brachycalycinum là một loài thực vật có hoa trong họ Đậu. Loài này được (Katzn. & Morley) Katzn. miêu tả khoa học đầu tiên năm 1974.